# Musikmarkt
Der Musikmarkt war eine Fachzeitschrift der Musikwirtschaft. Das Magazin erschien bis Juli 2016 in Deutschland, Österreich und der Schweiz sowie zahlreichen weiteren Ländern.
Die erste Ausgabe des vom Musikmanager Hans R. Beierlein gegründeten Magazins erschien am 15. Juli 1959. Bis 2004 wurde das Magazin vom Keller Verlag in Starnberg herausgegeben, anschließend war die Musikmarkt GmbH & Co. KG, eine Tochtergesellschaft des Keller Verlags, Herausgeberin der Fachzeitschrift. Die letzte Ausgabe erschien Anfang Juli 2016.

## Inhalte und Zielgruppe
Musikmarkt enthielt die jeweils aktuellen deutschen Charts, zuletzt waren das die Top 100 Alben- und Singlecharts. Zusätzlich wurden weitere nationale und internationale Charts (wöchentlich und monatlich) wie beispielsweise die deutschen Top-30-Jazz-Charts veröffentlicht. Das Magazin enthielt zudem Nachrichten aus der Tonträger- und Live-Entertainment-Branche inklusive Interviews und Produktneuvorstellungen von CDs und DVDs.
Das Musikmagazin war ab 2005 gemeinsam mit dem Verband der Deutschen Konzertdirektionen e. V. Mitsponsor bei der Vergabe des Musikpreises des Verbandes der Deutschen Konzertdirektionen, der jährlich abwechselnd an Künstler aus dem Bereich der U- und der E-Musik verliehen wird.
Gemeinsam mit dem Bundesverband der Veranstaltungswirtschaft initiierte Musikmarkt 2006 den Branchenpreis Live Entertainment Award, leitete bis 2013 dessen Jury und war bis zur Einstellung Medienpartner der Veranstaltung.

## Geschichte und Erscheinungsweise

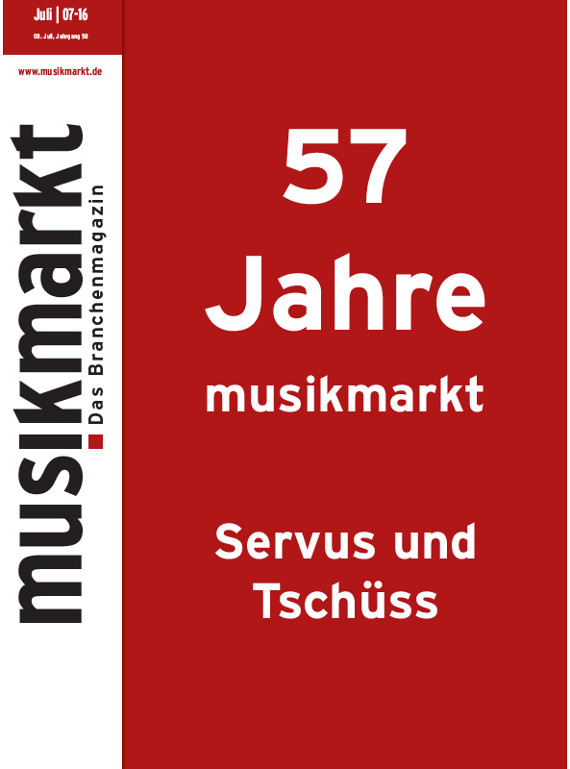
Titelseite der letzten Ausgabe der Zeitschrift musikmarkt, 1. Juli 2016

Zunächst erschien die Zeitschrift monatlich, ab Januar 1970 halbmonatlich. Ab März 1975 wurden in der Zeitschrift die wöchentlichen Charts veröffentlicht, also zwei pro Ausgabe.
Ab 1995 wurde die Zeitschrift wöchentlich herausgegeben.

### Veröffentlichung der Charts
Bereits mit der ersten Ausgabe im Juli 1959 löste Der Musikmarkt die Zeitschrift Der Automatenmarkt als offizieller Herausgeber der deutschen Hitparade ab. Die zunächst monatlich erscheinenden Charts waren ausgereifter, da sie nicht nur den Musikbox-Erfolg auswertete, sondern auch den Notenverkauf, den Airplay-Einsatz sowie den Tonträger-, also damals Plattenverkauf. Außerdem wurde die Aufführung durch Live-Musikkappellen berücksichtigt. Die Liste galt für das Gebiet der Bundesrepublik Deutschland, für Westberlin und Österreich. Die erste Nummer 1 in den Musikmarkt-Hitparaden war im Juni 1959 der Titel Die Gitarre und das Meer von Freddy Quinn. Dieser Titel war zur selben Zeit auch im Automatenmarkt der Spitzenreiter.
Anfangs hatte die Hitparade noch einen stark schwankenden Umfang (20 bis 70 Plätze), erschien ab Anfang 1960 aber recht konsequent jeden Monat im Umfang von meist 50 Plätzen (gelegentlich ein paar mehr, bis zu 54 kamen vor). Mit Beginn des Jahres 1965 wurde der Umfang auf 40 Plätze reduziert, dafür erschien die Hitparade, die nun auf den reinen Plattenverkäufen basierte, zweimal monatlich am 1. und am 15. eines jeden Monats. Seit dieser Zeit gab es auch die Chart-Poster, die in Plattengeschäften ausgehängt wurden. Mit Beginn des Jahres 1971 stellte der Musikmarkt auf wöchentliche Erscheinungsweise um (immer montags) und erhöhte den Umfang der Hitparade wieder auf 50 Plätze. Die Ermittlung dieser wöchentlichen Top 50 wurde ab September 1977 auf die Firma Media Control übertragen.

### Musikmarkt Online
musikmarkt.de war das Webportal von Musikmarkt. Im Juni 2010 wurde dieses optisch und inhaltlich komplett überarbeitet. Nach dem Relaunch bot die Seite unter anderem ein Künstlerlexikon und eine Chartsgalerie sowie das Musikmarkt-Branchenhandbuch, ein Adressführer mit Adressen von Konzertagenturen, Tonstudios, Plattenfirmen und weiteren Adressen aus Deutschland, Schweiz und Österreich.
Am 8. Juli 2016 erschien der letzte musikmarkt-Newsletter. In ihm wurde bekannt gegeben, dass die Website noch bis zum 31. Juli 2016 genutzt werden könne, Ende 2017 wurde sie endgültig stillgelegt. Die Teilbestände der Redaktion, das Fotoarchiv sowie eine Ordner-Sammlung zum Eurovision Song Contest sind im Zentrum für Populäre Kultur und Musik eingelagert.